# سیستم تصویر نقشه

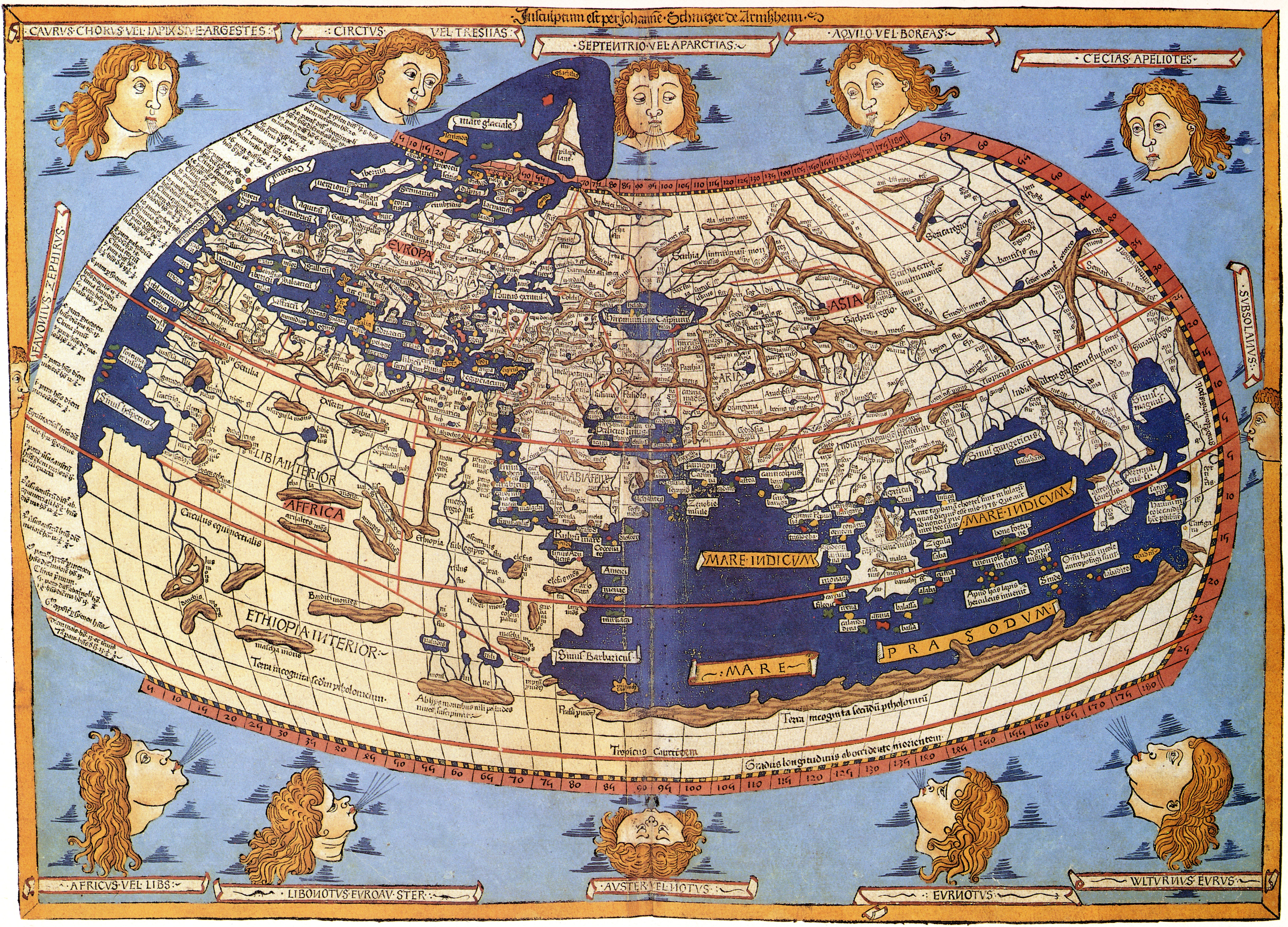
ترسیم نقشه زمین در سال ۱۴۸۲

سیستم تصویر یا فراتابی نقشه (به انگلیسی: map projection) روشی برای نمایش اجسام کروی یا بیضوی بر روی یک سطح صاف است.
از آنجایی که زمین کروی است، کرویت آن هنگامی که سطح نقشه‌برداری کوچک است، اثر چندانی ندارد، لکن وقتی که میدان نقشه‌برداری وسیع می‌شود و مثلاً چند شهرستان یا استان را در بر می‌گیرد این کرویت به نحوی اثر گذاشته و از این رو لازم است که سطح کروی به سطح مستوی تبدیل گردد. این تغییر سطح باعث تغییر ابعاد یا به عبارتی تغییر مقیاس در مدارات می‌گردد.
تبدیل سطح کروی زمین به سطح صفحه‌ای (مستوی) یا بین دستگاه‌های مختصات صفحه‌ای مختلف فرایندی است که به آن افکنش (تصویر کردن) می‌گویند.
نقشه‌کشها می‌توانند از سه سیستم عمده تصویری برای نمایش دادن زمین روی کاغذ استفاده کنند. این سه سیستم عبارت است از: سیستم استوانه‌ای، سیستم مخروطی و سیستم مستطح (مستوی). ممکن است آنان برای به حداقل رسانیدن خطاها روی نقشه از ترکیبی از این سه سیستم نیز استفاده کرده یا یک سیستم را اصلاح کنند. هر یک از سه سیستم تصویری، دارای مزایا و معایبی است و این امر به عهده نقشه‌کش است که بداند باید کدام سیستم را برای نمایش مقصود خود به کار بگیرد.

## سیستم تصویر مخروطی
سیستم تصویر مخروطی یا فراتابی مخروطی (به انگلیسی: Conical Projection) نوعی سیستم تصویر نقشه که وقتی فرض شد کره زمین با یک مخروط کاغذی احاطه شده به وجود می‌آید راس آن در بالای قطب، نقشه مورد نظر در روی مخروط مربوط پیاده می‌شود و سپس مخروط باز می‌شود خطوط مستقیمی که از راس مخروط منشعب می‌شوند نمایشگر نصف النهارات دوایر متحدالمرکز نمایشگر خطوط موازی عرضهای جغرافیایی هستند.